# Paralovo (Novi Pazar)
Paralovo (em cirílico: Паралово) é uma vila da Sérvia localizada no município de Novi Pazar, pertencente ao distrito de Ráscia, na região de Ráscia e Sanjaco. A sua população era de 1314 habitantes segundo o censo de 2011.

## Demografia
| 1948 | 1953 | 1961 | 1971 | 1981 | 1991 | 2002 | 2011 |
| ---- | ---- | ---- | ---- | ---- | ---- | ---- | ---- |
| 273  | 323  | 380  | 410  | 552  | 620  | 982  | 1314 |